# Église Saint-Barthélemy de Tolède
L'église Saint-Barthélemy (espagnol : iglesia de San Bartolomé) est une église de style mudéjar située à Tolède, capitale de la province espagnole du même nom et de la communauté autonome de Castille-La Manche.

## Localisation
L'église Saint-Barthélemy se situe dans la partie sud de la vieille ville de Tolède, à l'angle de la calle Saint-Barthélemy et de la calle Cristo de la Para, à quelques centaines de mètres au sud-ouest de la cathédrale Sainte-Marie de Tolède.

## Historique

### Moyen âge
Des travaux de restauration menés par la ville de Tolède au début du XXIe siècle dans la tour de l'église Saint-Barthélemy ont révélé l'existence dans la base de la tour d'une tombe très ancienne qui a peut-être appartenu au constructeur de la tour. Ce type de tombe est caractéristique de la période de la Reconquista, ce qui permettrait de situer la construction de la tour après la prise de Tolède par Alphonse VI, à la fin du XIe siècle ou au début du XIIe siècle.
Outre la tour, l'église conserve un chevet de style mudéjar de la fin du XIIIe siècle, très semblable au chevet du Cristo de la Vega.

### XIXeetXXesiècles
L'église a été incorporée en 1877 au monastère de Jerónimas de la Reina, lorsque cette communauté a occupé le bâtiment, offert par l'impératrice Eugénie de Montijo (épouse de Napoléon III, empereur des Français).
Après la restauration entreprise en 1957, elle a servi de maison sacerdotale et est actuellement un séminaire. En dépit des adaptations successives nécessaires à ces fins, la structure de l'ancien palais de la Renaissance s'est maintenue, avec des signes évidents d'une rénovation majeure au XIXe siècle.
En 1998, l'église a été déclarée bien d'intérêt culturel dans la catégorie des Monuments Nationaux historiques et artistiques.

## Architecture

### Le clocher mudéjar

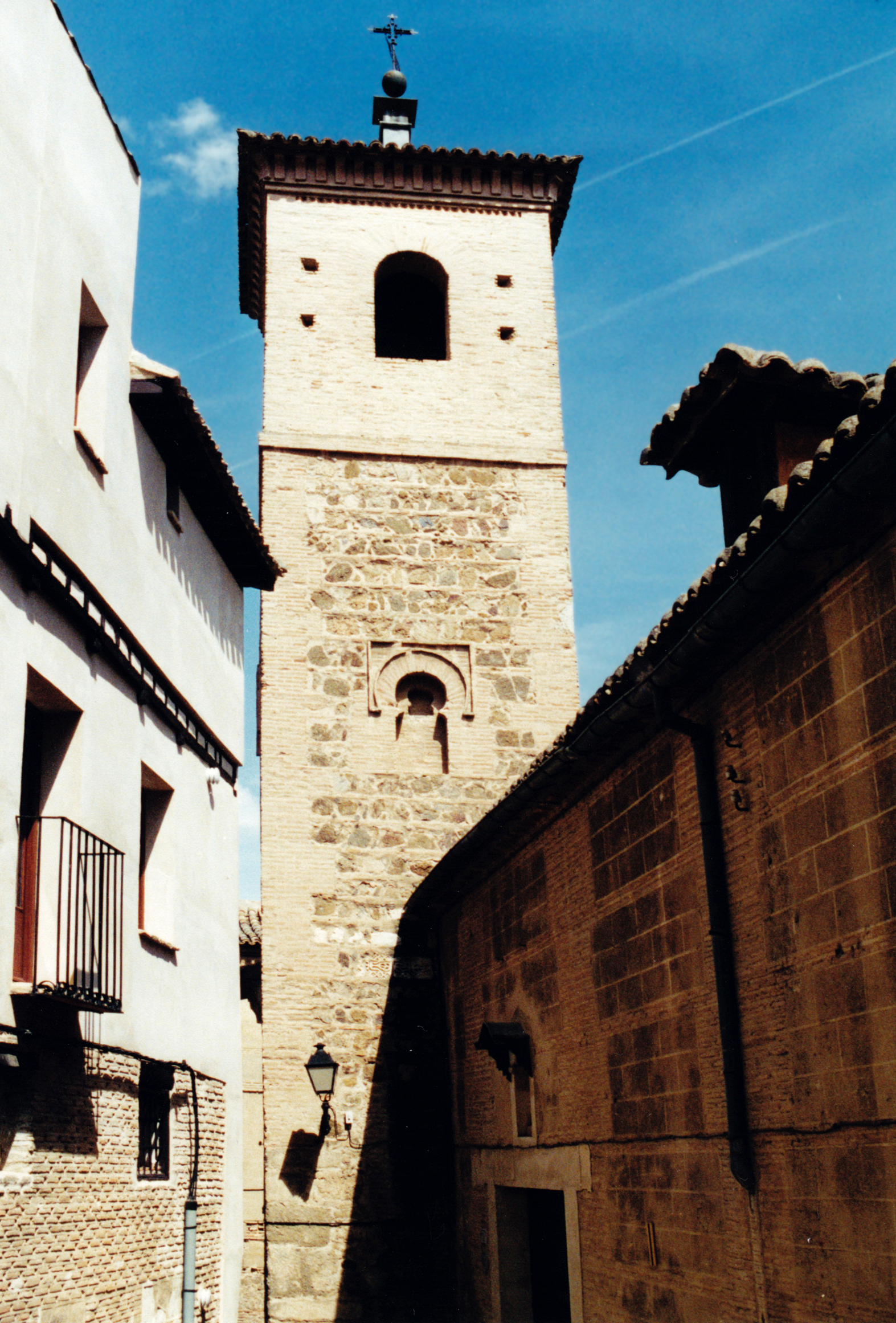
Le clocher mudéjar.

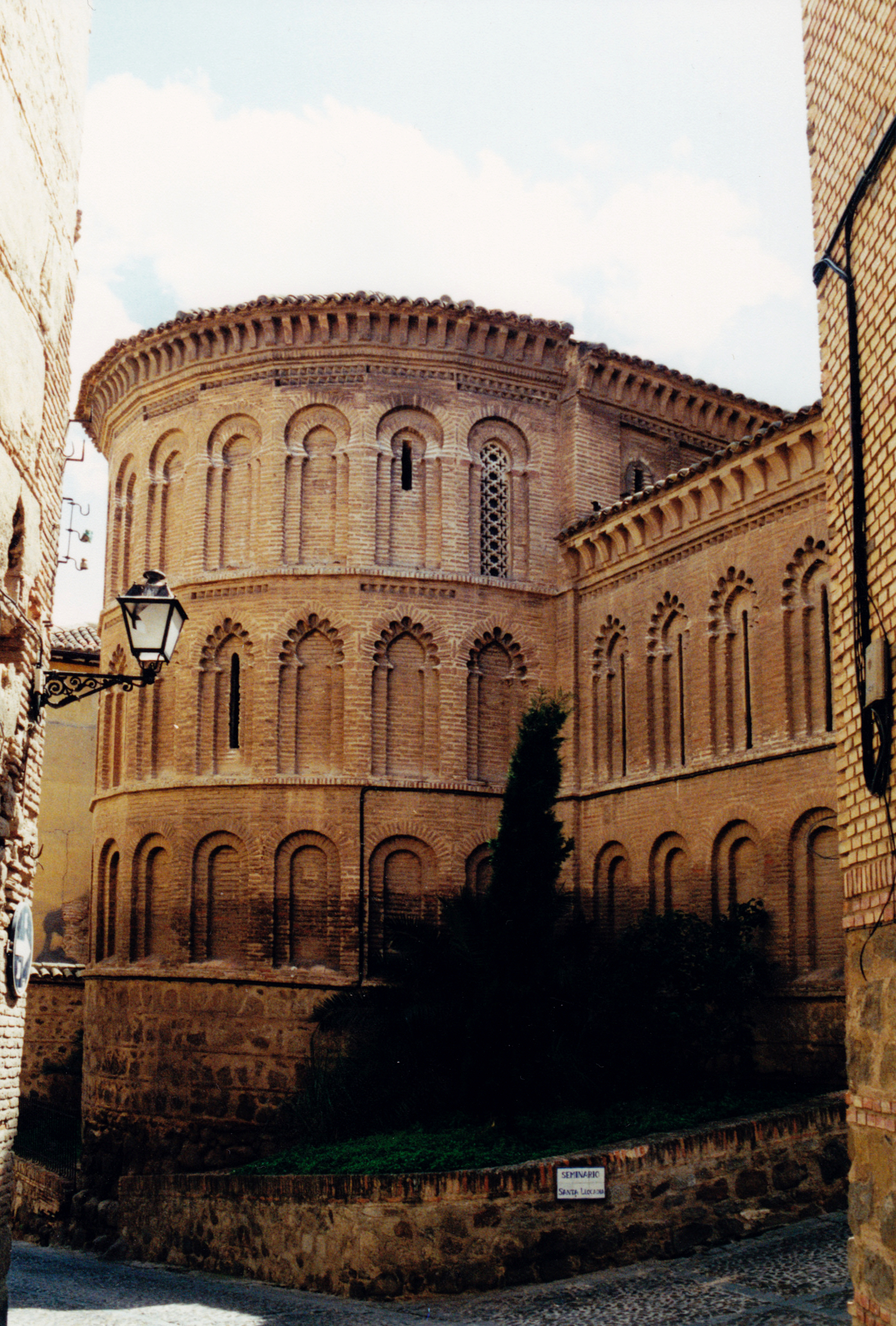
Le chevet.

L'église Saint-Barthélemy présente un clocher mudéjar assez simple, semblable à celui de l'église Santiago del Arrabal.
Le niveau inférieur du clocher est édifié en moellons, avec des chaînages d'angle réalisés en blocs de pierre de taille.
Les deux niveaux suivants sont édifiés en moellons, avec des chaînages d'angle réalisés en briques. Le deuxième étage est orné d'un bas-relief sur la face ouest. Le troisième étage est orné de fenêtres à arc outrepassé et alfiz, double sur la face est et simple sur les autres faces.
Le dernier étage, séparé du reste de la tour par un puissant cordon de pierre, est percé sur chaque face d'une simple baie cintrée entourée de gros trous de boulin (trous destinés à ancrer les échafaudages).
La tour se termine par une corniche en forte saillie soutenue par des modillons géométriques.

### Le chevet mudéjar
Le chevet, qui présente de nombreux points communs avec celui de l'église Santiago del Arrabal, est un bel exemple de style romano-gothique mudéjar.
Il est constitué d'une abside à onze pans (presque semi-circulaire) édifiée en briques sur un soubassement de moellons et ornée de trois niveaux de baies aveugles à double ébrasement, séparés l'un de l'autre par un cordon de briques en saillie.
Le chevet combine, au premier niveau, des baies surmontées d'un arc en plein cintre (typique de l'architecture romane) et, aux deuxième et troisième niveaux) des baies surmontées d'un arc outrepassé brisé (type d'arc plus proche des baies ogivales de l'architecture gothique bien que non hérité de celle-ci puisque apparu au XIe siècle dans l'architecture des royaumes de Taïfa).
La voussure externe des baies des deux niveaux supérieurs est constituée respectivement d'un arc polylobé et d'un arc outrepassé.
Des portions de frise de dents d'engrenage surmontent les fenêtres paires des deux niveaux supérieurs. 
L'abside est surmontée de corniches largement débordantes soutenues par des modillons géométriques.